# Saison 1 de Drag Race Belgique
La première saison de Drag Race Belgique est diffusée pour la première fois le 16 février 2023 sur Auvio et Tipik en Belgique et sur WOW Presents Plus à l'international.
La création d'une version belge de RuPaul's Drag Race est annoncée le 29 avril 2022. Les juges principaux sont Rita Baga, Lufy et Mustii. Le casting est composé de dix candidates et est annoncé le 25 janvier 2023 sur les réseaux sociaux.
La gagnante de la saison reçoit 20 000 euros.
La gagnante de la saison est Drag Couenne, avec Athena Sorgelikis comme seconde.

## Candidates
Les candidates de la première saison de Drag Race Belgique sont :
(Les noms et âges donnés sont ceux annoncés au moment de la compétition.)
| Candidates           | Âge | Résidence                               | Classement |
| -------------------- | --- | --------------------------------------- | ---------- |
| Drag Couenne         | 24  | Bruxelles, Région de Bruxelles-Capitale | Gagnante   |
| Athena Sorgelikis    | 27  | Bruxelles, Région de Bruxelles-Capitale | Seconde    |
| Susan                | 26  | Gand, Province de Flandre-Orientale     | 3e place   |
| Mademoiselle Boop    | 37  | Bruxelles, Région de Bruxelles-Capitale | 4e place   |
| Peach                | 23  | Liège, Province de Liège                | 5e place   |
| Valenciaga           | 26  | Gand, Province de Flandre-Orientale     | 6e place   |
| Mocca Bone           | 35  | Bruxelles, Région de Bruxelles-Capitale | 7e place   |
| Edna Sorgelsen       | 34  | Liège, Province de Liège                | 8e place   |
| Amanda Tears         | 22  | Mouscron, Province de Hainaut           | 9e place   |
| Brittany von Bottoks | 36  | Mons, Province de Hainaut               | 10e place  |

## Progression des candidates
|            |                      | Épisode | Épisode | Épisode | Épisode | Épisode | Épisode | Épisode | Épisode  |
| 1          | 2                    | 3       | 4       | 5       | 6       | 7       | 8       |         |          |
| ---------- | -------------------- | ------- | ------- | ------- | ------- | ------- | ------- | ------- | -------- |
| Candidates | Drag Couenne         | HIGH    | WIN     | SAFE    | WIN     | SAFE    | HIGH    | WIN     | GAGNANTE |
| Candidates | Athena Sorgelikis    | WIN     | SAFE    | SAFE    | SAFE    | LOW     | WIN     | BTM2    | SECONDE  |
| Candidates | Susan                | SAFE    | LOW     | WIN     | BTM2    | HIGH    | LOW     | SAFE    | ÉLIMINÉE |
| Candidates | Mademoiselle Boop    | SAFE    | SAFE    | HIGH    | SAFE    | WIN     | BTM2    | ELIM    | INVITÉE  |
| Candidates | Peach                | SAFE    | HIGH    | SAFE    | HIGH    | BTM2    | ELIM    |         | INVITÉE  |
| Candidates | Valenciaga           | SAFE    | BTM2    | BTM3    | LOW     | ELIM    |         |         | MISS S.  |
| Candidates | Mocca Bone           | LOW     | SAFE    | BTM3    | ELIM    |         |         |         | INVITÉE  |
| Candidates | Edna Sorgelsen       | SAFE    | SAFE    | ELIM    |         |         |         |         | INVITÉE  |
| Candidates | Amanda Tears         | BTM2    | ELIM    |         |         |         |         |         | INVITÉE  |
| Candidates | Brittany von Bottoks | ELIM    |         |         |         |         |         |         | INVITÉE  |

 La candidate a gagné Drag Race Belgique.
 La candidate a fini seconde.
 La candidate a été éliminée lors de la finale.
 La candidate a été élue Miss Sympathie.
 La candidate a gagné le défi.
 La candidate a reçu des critiques positives des juges et a été déclarée sauve.
 La candidate a été déclarée sauve.
 La candidate a reçu des critiques des juges et a été déclarée sauve.
 La candidate a reçu des critiques négatives des juges mais a été déclarée sauve.
 La candidate a été en danger d'élimination.
 La candidate a été éliminée.

## Lip-syncs
| Épisode | Candidate                                    | vs.                                          | Candidate                                    | Chanson         | Artiste                  | Candidate éliminée   |
| ------- | -------------------------------------------- | -------------------------------------------- | -------------------------------------------- | --------------- | ------------------------ | -------------------- |
| 1       | Amanda Tears                                 | vs.                                          | Brittany Von Bottoks                         | Tous les mêmes  | Stromae                  | Brittany Von Bottoks |
| 2       | Amanda Tears                                 | vs.                                          | Valenciaga                                   | Je t'aime       | Lara Fabian              | Amanda Tears         |
| 3       | Edna Sorgelsen vs. Mocca Bone vs. Valenciaga | Edna Sorgelsen vs. Mocca Bone vs. Valenciaga | Edna Sorgelsen vs. Mocca Bone vs. Valenciaga | Pump Up the Jam | Technotronic             | Edna Sorgelsen       |
| 4       | Mocca Bone                                   | vs.                                          | Susan                                        | Million Eyes    | Loïc Nottet              | Mocca Bone           |
| 5       | Peach                                        | vs.                                          | Valenciaga                                   | The Feeling     | Gabry Ponte et Henri PFR | Valenciaga           |
| 6       | Mademoiselle Boop                            | vs.                                          | Peach                                        | J'aime la vie   | Sandra Kim               | Peach                |
| 7       | Athena Sorgelikis                            | vs.                                          | Mademoiselle Boop                            | Le Banana split | Lio                      | Mademoiselle Boop    |
| Épisode | Candidate                                    | vs.                                          | Candidate                                    | Chanson         | Artiste                  | Gagnante             |
| 8       | Athena Sorgelikis                            | vs.                                          | Drag Couenne                                 | Démons          | Angèle ft. Damso         | Drag Couenne         |

 La candidate a été éliminée après sa première fois en danger d'élimination.
 La candidate a été éliminée après sa deuxième fois en danger d'élimination.
 La candidate a été éliminée après sa troisième fois en danger d'élimination.
 La candidate a remporté le lip-sync et la saison.

## Juges invités
Cités par ordre d'apparitions : 
- Fanny Ruwet, humoriste belge ;
- Rokia Bamba, compositrice belge ;
- BJ Scott, chanteuse américaine ;
- Jarry, humoriste français ;
- Jean-Paul Lespagnard, styliste belge ;
- Anne Gruwez, juge d’instruction belge ;
- Plastic Bertrand, musicien, auteur-compositeur et présentateur de télévision belge ;
- David Jeanmotte, personnalité médiatique belge francophone ;
- Sandra Kim, chanteuse belge ;
- Lio, chanteuse luso-belge ;
- Elena Gambardella, chorégraphe belge ;
- Vanessa Van Cartier (en), drag queen belgo-néerlandaise, gagnante de la deuxième saison de Drag Race Holland.

### Invités spéciaux
Épisode 5
- Juriji der Klee (en), candidate de la deuxième saison de Drag Race España.

Épisode 8
- Laura Crowe & Him, groupe de musique belge.

## Épisodes
| CANDIDATE | Amanda Tears | Athena Sorgelikis | Brittany von Bottocks | Drag Couenne | Edna Sorgelsen | Mademoiselle Boop | Mocca Bone       | Peach          | Susan                 | Valenciaga |
| TALENT    | Effeuillage  | Sketch            | Stand-up              | Chant        | Chant          | Sketch            | Danse en pointes | Danse de sabre | Gymnastique rythmique | Sketch     |

| ÉQUIPE                   | CANDIDATE         | PRODUIT | DÉFILÉ                    | DÉFILÉ             |
| ÉQUIPE                   | CANDIDATE         | PRODUIT | PERSONNAGE                | BANDE DESSINÉE     |
| ------------------------ | ----------------- | ------- | ------------------------- | ------------------ |
| ÉQUIPE AMANDA TEARS      | Amanda Tears      | Gaufres | Marsupilami               | Spirou et Fantasio |
| ÉQUIPE AMANDA TEARS      | Mademoiselle Boop | Gaufres | Mademoiselle Jeanne       | Gaston             |
| ÉQUIPE AMANDA TEARS      | Mocca Bone        | Gaufres | Marsupilami               | Spirou et Fantasio |
| ÉQUIPE ATHENA SORGELIKIS | Athena Sorgelikis | Frites  | Le Chat                   | Le Chat            |
| ÉQUIPE ATHENA SORGELIKIS | Drag Couenne      | Frites  | Gaston Lagaffe            | Gaston             |
| ÉQUIPE ATHENA SORGELIKIS | Valenciaga        | Frites  | Tante Sidonie             | Bob et Bobette     |
| ÉQUIPE SUSAN             | Edna Sorgelsen    | Chicon  | Marsupilami               | Spirou et Fantasio |
| ÉQUIPE SUSAN             | Peach             | Chicon  | Natacha                   | Natacha            |
| ÉQUIPE SUSAN             | Susan             | Chicon  | De Koningin van Onderland | Gil et Jo          |

| CANDIDATE | Athena Sorgelikis | Drag Couenne | Edna Sorgelsen    | Mademoiselle Boop  | Mocca Bone | Peach     | Susan       | Valenciaga   |
| CÉLÉBRITÉ | Rosalía           | Cher         | Mademoiselle Boop | Punk rock japonais | Boy George | Lady Gaga | David Bowie | Adam Lambert |

| CANDIDATE                    | Athena Sorgelikis | Drag Couenne   | Mademoiselle Boop | Peach             | Susan        | Valenciaga      |
| PERSONNAGE                   | Serge Gainsbourg  | Michel Daerden | Amélie Nothomb    | Dominique Lehmann | Sœur Sourire | Vanessa Paradis |
| QUI DEVRAIT PARTIR CE SOIR ? | Valenciaga        | Valenciaga     | Valenciaga        | Valenciaga        | Valenciaga   | Peach           |